# Somogycsicsó
Somogycsicsó község Somogy vármegyében, a Csurgói járásban.

## Fekvése
Csurgótól 8 kilométerre északkeletre, Iharostól 5 kilométerre délkeletre fekszik, a vármegye nyugati szélétől nem messze. Előbbieken túl mindössze két másik településsel határos közvetlenül: északkelet felől Kaszóval, délkelet felől pedig Szentával. Délnyugat felől a legközelebbi település Csurgónagymarton, de a közigazgatási területeik nem érintkeznek.

### Megközelítése
Csak közúton érhető el, a Berzencétől Csurgón át Iharosberényig húzódó 6819-es útból Csurgónagymarton és Iharos határvonalán kelet felé kiágazó 68 113-as számú mellékúton.
Vasútvonal nem érinti, a legközelebbi vasúti csatlakozási lehetőséget a Dombóvár–Gyékényes-vasútvonal Csurgó vasútállomása kínálja, 9 kilométerre délre.

## Története
A 14. században már létezett a település és Szent György tiszteletére szentelt templomát említették. A Kanizsai család birtoka volt. Nevét 1329-ben Chychow, 1369-ben Chychou, 1373-ban Eghazaschychou alakban írták le. Az 1700-as években puszta volt, és az Inkey család birtoka. A 20. század elején több mint 600-an éltek itt. Mai nevét a község 1907-től használja.
A kevesebb mint 200 lakosú zsáktelepülést átszeli a Tekeres-Berki patak, A táj mesébe illő, a falut körbefogja a rengeteg erdő (Kaszó), csak a két templomtorony látszik, s a patakokra halastavak települtek. Ennek köszönhetően rendkívül gazdag madárvilággal rendelkezik: több mint 100 madárfaj él itt. Mindennapos vendég többek közt a rétisas és a vidra is. Az erdő fáinak védelmében szarvas, dámszarvas, őz és vaddisznó talál élőhelyet, de előfordul a vadmacska is. Csendre, nyugalomra vágyók ugyanúgy jól érezhetik magukat, mint a bakancsos turisták.

## Közélete

### Polgármesterei
- 1990–1994: Kovács Sándor (MDF)[3]
- 1994–1998: Kovács Sándor (független)[4]
- 1998–1999: Kovács Sándor (független)[5]
- 2000–2002: Faggyas József (FKgP)[6][7]
- 2002–2006: Faggyas József (független)[8]
- 2006–2010: Faggyas József (független)[9]
- 2010–2010: Kovács Sándor (független)[10]
- 2011–2014: Faggyas József (független)[11]
- 2014–2019: Faggyas József (független)[12]
- 2019–2024: Faggyas József (független)[13]
- 2024– : Faggyas József (független)[1]

A településen 2000. március 5-én időközi polgármester-választást tartottak, az előző településvezető lemondása miatt.
2011. február 6-án újabb időközi polgármester-választást kellett tartani Somogycsicsón, mert az előző év őszén megválasztott polgármester nem sokkal azután úgyszintén lemondott posztjáról. A tisztségért aránylag sok, öt jelölt indult, de a győztes egymaga is majdnem megszerezte a szavazatok abszolút többségét.

## Népesség
A település népességének változása:
| Lakosok száma | 165  | 163  | 156  | 121  | 122  | 129  | 134  |
|               | 2013 | 2014 | 2015 | 2021 | 2022 | 2023 | 2024 |

A 2011-es népszámlálás során a lakosok 96,3%-a magyarnak, 7,5% cigánynak mondta magát (3,8% nem nyilatkozott; a kettős identitások miatt a végösszeg nagyobb lehet 100%-nál). A vallási megoszlás a következő volt: római katolikus 67,5%, református 5%, evangélikus 9,4%, görögkatolikus 1,3%, felekezet nélküli 10,6% (6,3% nem nyilatkozott).
2022-ben a lakosság 93,4%-a vallotta magát magyarnak, 4,1% cigánynak, 0,8% németnek, 0,8% románnak, 0,8% szerbnek, 1,6% egyéb, nem hazai nemzetiségűnek (6,6% nem nyilatkozott; a kettős identitások miatt a végösszeg nagyobb lehet 100%-nál). Vallásuk szerint 41% volt római katolikus, 7,4% evangélikus, 4,1% református, 4,9% egyéb katolikus, 10,7% felekezeten kívüli (30,3% nem válaszolt).

## Gazdaság
Somogycsicsó külterületén üzemel a Claessens Group Kft. állattartó telepe, ahol 35 ezer sertést nevelnek. A Claessens Group Kft. a Somogycsicsón egykoron működő termelőszövetkezet állattartó telepét használja.
A GKI Gazdaságkutató Zrt. szerint 2020-ban az egy főre eső tőkejövedelem tekintetében Somogycsicsó volt az első Magyarországon, a statisztikák szerint 7 millió forint esett egy somogycsicsói lakosra.

## Nevezetességei
- Temetőjében található Somogy megye talán legkülönlegesebb díszítésű, idén 105 éves kőkeresztje.[21]